# Список керівників держав 993 року
Список керівників держав 993 року — це перелік правителів країн світу 993 року.
Список керівників держав 992 року — 993 рік — Список керівників держав 994 року — Список керівників держав за роками

## Європа
- Англія:
  - Король Англії — Етельред Безрадний (978—1013)
  - Гвікке — до 994 немає даних.
  - Корнволл — граф Веффін ап Вортегін (980—1000)
- Балканський півострів:
  - Перше Болгарське царство — Роман (977—997)
  - Західне Болгарське царство — Самуїл (980—1014)
  - Дукля — Йован Володимир (990—1016)
- Білорусь:
  - Турівське князівство — Святополк Окаянний (988/990-1013/1015)
- Волзька Болгарія — Абд ар-Рахман ібн Мумін (985/988—1006)
- Вельс:
  - Брихейніог — Елісед ап Гвалог (? — ?)
  - Королівство Гвент — Родрі ап Елісед (983—1015)
  - Королівство Гвінед — Маредид ап Овейн (986—999)
  - Дехейбарт — Маредид ап Овейн (987—999)
  - Морганнуг — Ріс ап Овеан (990—1000)
  - Королівство Повіс — Маредуд ап Овейн (986—999)
- Візантійська імперія — Василій II Болгаробійця (976—1025)
  - Неаполітанське герцогство — Сергій III (992–999)
  - Самос (фема) — до 1002 невідомо
- Ірландія — верховний король Маел Сехнайлл мак Домнайлл (980—1002)
  - Айлех — Аед мак Домнайлл О'Нейлл (989—1004)
  - Айргіалла — Мак Ейккніг мак Далаг (970—998)
  - Дублін (королівство) — Івар Ватерфордський чи Сігтірр Шовкова Борода (989—993)
  - Коннахт — Катал V МакКонхобар (973—1010)
  - Ленстер — Доннхад (984—1003)
  - Король Міде — Маел Сехнайлл мак Домнайлл (976—1022)
  - Мунстер — Бріан Боройме (978—1014)
  - Улад — Еохайд мак Ардгайл (972—1004)
    - Конайлле Муйрхемне — Матудан мак Кінаеда (988—996)
- Італія:
  - Венеційська республіка — дож П'єтро II Орсеоло (991—1009)
  - Іврейська марка — Ардуїн (бл. 990—1015)
  - Князівство Капуанське — Ланденульф II (982–993); Лайдульф (993–999)
  - Князівство Беневентське — Пандульф II (981–1014)
  - Герцогство Гаета — Іоанн III (984-1008 або 1009)
  - Маркграфство Монферрат — Гульєльмо III (991—1042)
  - Салернське князівство — Іоанн II (983–994)
  - Сполетське герцогство — Гуго Великий (989—996)
  - Сицилійський емірат — Юсуф аль-Калбі (990—998)
    - Катепанат Італії — Роман Амміропул (988—998)
- Кавказ:
  - Абхазьке царство — Баграт III (978—1014)
  - Вірменія — Гагік I (989—1004)
  - Кахетія — Давид (976—1010)
  - Тао-Кларджеті — Баграт II Регвені (958—994)
- Німеччина:
  - Маркграфство Австрія — Леопольд I Бабенберг (976—994)
  - Герцогство Баварія — маркграф Генріх II (985—995)
  - Архієпископ Зальцбургу — Хартвіг (991—1023)
  - Герцогство Каринтія — Генріх II (989—995)
  - Кельнське курфюрство — Евергер (985—999)
  - Лужицька марка — Одо I (965—993); Геро Лужицький (993—1002)
  - Архієпископ Майнца — Віллігіз (975—1011)
  - Маркграфство Мейсен — Еккехард I (985—1002)
  - Ободрицький союз — Мстідраг (986—995)
  - Герцогство Саксонія — Бернхард I (973—1011)
  - Саксонська марка — Одо I (965—993); Геро II (993—1015)
  - Герцогство Швабія — Конрад I (982—997)
- Піренейський півострів:
  - Графство Безалу — Бернард I Таллаферо (988–1020)
  - Королівство Леон — король Леону Галісії та Астурії Раміро III (984—999)
  - Коїмбрське графство — Моніо Гонсалвес (981/983-1017)
  - Кордовський емірат — Гішам II (976—1009)
  - Королівство Наварра — Санчо II (970—994)
  - Графство Португалія — Гонсалу I Мендеш (950—997)
- Польща — Болеслав I Хоробрий (992—1025)
- Скандинавія:
  - конунґ данів — Свен I Вилобородий (986—1014)
  - Король Норвегії Свен I Вилобородий (986—995)
  - Швеція — Ерік VI Переможець (985—995)
- Угорське князівство — надьфейеделем Геза (972—997)
- Україна — Київський князь Володимир Святославич (979—1015)
  - Волинське князівство — Всеволод Володимирович (987—1013)
  - Овруцьке князівство — Святослав Володимирович (988—1015)
  - Тмутороканське князівство — Мстислав Хоробрий (988—1023)
- Королівство Франція — Гуго Капет (987—996) і Роберт II Побожний (987—1031)
  - Герцогство Аквітанія — Ґійом IV Залізнорукий (963—995)
  - Арелатське королівство — Конрад I (937—993)
  - Графство Булонь — граф Бодуен II (990—1033)
  - Архграф Верхньої Бургундії — Генріх I (965—1002)
  - Графство Бургундія — Оттон-Вільгельм (982–1026)
  - Графство Ванн — Жюдікаель (992—1004)
  - Герцогство Васконія — герцог Вільгельм (961—996)
  - Бретонське герцогство — Фульк III Нерра (987—1040)
  - Голландія — Арнульф (988—993); Дірк III (993—1039)
  - Ено (графство) — Готфрід I (974—998)
  - Графство Керсі — Раймунд III (972/974-1008)
  - Графство Ла Марш — Адальберт I (975—997)
  - Нижня Лотарингія — Оттон (991—1012)
  - Люксембург (графство) — Зигфрід (963—998)
  - Льєзьке єпископство — Нотгер (980—1008)
  - Графство Мен — Гуго III (992-1015)
  - Монпельє (сеньйорія) — Гільйом I де Монпельє (985—1025)
  - Намюр (графство) — Альберт I (974/981—1011)
  - Нормандія — Річард I (942—996)
  - Графство Тулуза — Гильйом III Тайлефер (978—1037)
  - Урхельське графство — Ерменгол I (992—1011)
  - Фландрія — Балдуїн IV (987—1035)
- Хозарський каганат — Давид (965/966—998)
- Хорватія — Степан Држислав (969—997)
- Чехія — князь Болеслав II (972—999)
- Шотландія:
  - Король Шотландії Кеннет II (971—995)
  - Стратклайд — Малкольм I макДональд III (973—997)
- Святий Престол; Папська держава — папа римський Іван XV (985—996)
- Вселенський патріарх — Сісіній ІІ (991/996-999)
  - Тбіліський емірат — Алі II Джафар (981—1032)

## Азія
- Близький Схід:
  - Фатіміди — Аль-Азіз Біллах (975—996)
  - Багдадський халіфат — Кадір (991—1031)
  - Шаріфат Мекки — Іса ібн Джафар (981—994)
  - Дербентський емірат — Маймун I (976—997)
  - Зіядіди — Абдулла або Зіяд ібн Ісхак (981—1012)
  - Зіяриди — Кабус (977—1012)
  - Держава Ширваншахів — Язід II (991—1027)
  - Яфуриди — Абдалла бін Кахтан (963—997)
- Васпураканське царство — Гурген-Хачик (991—1003)
- Візантія:
  - Антіохія (фема) — до 995 невідомо
- Карське царство — Абас (984—1029)
- Сюнікське царство — Смбат I Саакян (987—998)
- Ташир-Дзорагетська держава — Гагік I (989—1020)
- Династія ранніх Ле — Ле Хоан (980—1009)
- Індія:
  - Західні Ганги — Рачамалла V (986—999)
  - Гуджара-Пратіхари — Раджапала (989—1018)
  - Гуджарадеша — Мулараджа I (942—986/996)
  - Камарупа — Ґо Пала (990—1015)
  - самраат Кашмірської держави (Династія Утпала) — Дідда (980—1003)
  - Мевар (князівство) — Шактікумара (977—993); Амарапрасада (993—998)
  - Імперія Пала — Махіпала I (988—1038)
  - Держава Пандья — підкорено Чолою до 1190
  - Раджарата — раджа Сена V (991—1001)
  - Династія Тхакурі — Гунакамадева II (949—994)
  - Саканбарі — нріпа Віґрахараджа II (971—998)
  - Західні Чалук'ї — Тайлапа II (973—997)
  - Східні Чалук'ї — Джата Чода Бхіма (973—999)
  - Чандела — магараджа Джеджа-Бхукті Дханга (954—999)
  - магараджа держави Чеді й Дагали Коккала II (990—1015)
  - Чола — Раджараджа Чола I (985—1014)
  - Династія Шахі (Кабулшахи, Індошахи) — Джаяпала (964—1001)
- Індонезія:
  - Матарам — Дармавангса (990—1006)
  - Сунда — Прабу Браявісеса (989—1012)
  - Шривіджая — Чудаманіварман (988—1004)
- Китай:
  - Далі — до 1081 невідомо
  - ідикут Кучі — до 1126 — невідомі
  - Династія Ляо — Єлюй Лунсюй (982—1031)
  - Династія Сун — Чжао Куан'ї (976—997)
- Корея:
  - Корьо — Сонджон (981—997)
- Паган — король Н'яунг-у Саврахан (956—1001)
- Персія і Середня Азія:
  - Баванди — Аль-Марзубан (987—998)
  - Буїди — Самсам аль-Даула (989—998)
  - Газневіди — Себук-Тегін (977—997)
  - Раввадіди — Мамлан I (988—1019)
  - Саффариди — Халаф ібн Ахмад (963—1003)
  - Саларіди — Марзубан II ібн Ісмаїл (979? — до 1050)
  - Шеддадіди — Фадл I (Фазлун I) ібн Мухаммад (985—1031)
- Кхмерська імперія — Джаяварман V (968—1001)
- Середня Азія:
  - Караханідська держава — Алі Арслан-хан (970—998)
- Японія — Імператор Ітідзьо (986—1011)

## Африка
- Берегвати — ?
- Зіріди — Аль-Мансур ібн Булуггін (984—995)
- Макурія — Георгіос II (969? — 1001)
- Сіджильмаський емірат — Ванудіе ібн Хазрун (980—997)
- Фатіміди — Аль-Азіз Біллах (975—996)
- Феський емірат — до 989 невідомо
- Королівство Шоа — амір Мухіаддін (?-?)

## Північна Америка
- Майяпанська ліга — Ах Мекат Тутул Сю (987—1007)